# 医薬品、医療機器等の品質、有効性及び安全性の確保等に関する法律
医薬品、医療機器等の品質、有効性及び安全性の確保等に関する法律（いやくひん いりょうききとうのひんしつ ゆうこうせいおよびあんぜんせいのかくほとうにかんするほうりつ、昭和35年8月10日法律第145号、英語: Act on Securing Quality, Efficacy and Safety of Products Including Pharmaceuticals and Medical Devices）は、日本における医薬品、医薬部外品、化粧品、医療機器および再生医療等製品に関する運用などに関する法律である。医薬品医療機器等法、薬機法（やくきほう、やっきほう）と略される。制定当初の題名は「薬事法」（やくじほう、英語: Pharmaceutical Affairs Law）であったが、平成26年11月25日の薬事法等の一部を改正する法律（平成25年法律第84号）の施行により現在の題名に改められた。
目的は、第1条にあり、この趣旨に基づき、行政の承認や確認、許可、監督等のもとでなければ、医薬品や医薬部外品、化粧品、医療機器の製造や輸入、調剤で営業してはならないよう定めている。

## 主務官庁
- 厚生労働省医薬局
  - 医薬品審査管理課
  - 医療機器審査管理課
  - 医薬安全対策課

## 構成
- 第1章　総則（第1条・第2条）
- 第2章　地方薬事審議会（第3条）
- 第3章　薬局（第4条 - 第11条）
- 第4章　医薬品、医薬部外品及び化粧品の製造販売業及び製造業（第12条 - 第23条）
- 第5章　医療機器及び体外診断用医薬品の製造販売業及び製造業等
  - 第1節　医療機器及び体外診断用医薬品の製造販売業及び製造業（第23条の2 - 第23条の2の22）
  - 第2節　登録認証機関（第23条の2の23 - 第23条の19）
- 第6章　再生医療等製品の製造販売業及び製造業（第23条の20 - 第23条の42）
- 第7章　医薬品、医療機器及び再生医療等製品の販売業等
  - 第1節　医薬品の販売業（第24条 - 第38条）
  - 第2節　医療機器の販売業、貸与業及び修理業（第39条 - 第40条の4）
  - 第3節　再生医療等製品の販売業（第40条の5 - 第40条の7）
- 第8章　医薬品等の基準及び検定（第41条 - 第43条）
- 第9章　医薬品等の取扱い
  - 第1節　毒薬及び劇薬の取扱い（第44条 - 第48条）
  - 第2節　医薬品の取扱い（第49条 - 第58条）
  - 第3節　医薬部外品の取扱い（第59条・第60条）
  - 第4節　化粧品の取扱い（第61条・第62条）
  - 第5節　医療機器の取扱い（第63条 - 第65条）
  - 第6節　再生医療等製品の取扱い（第65条の2 - 第65条の5）
- 第10章　医薬品等の広告（第66条 - 第68条）
- 第11章　医薬品等の安全対策（第68条の2 - 第68条の15）
- 第12章　生物由来製品の特例（第68条の16 - 第68条の25）
- 第13章　監督（第69条 - 第76条の3の3）
- 第14章　医薬品等行政評価・監視委員会（第76条の3の4 - 第76条の3の12）
- 第15章　指定薬物の取扱い（第76条の4 - 第77条）
- 第16章　希少疾病用医薬品、希少疾病用医療機器及び希少疾病用再生医療等製品等の指定等（第77条の2 - 第77条の7）
- 第17章　雑則（第78条 - 第83条の5）
- 第18章　罰則（第83条の6 - 第91条）
- 附則

## 定義

### 医薬品（2条1項）
- 日本薬局方収載の物
- ヒトまたは動物の疾病の診断、治療又は予防を目的とする物で、機械器具等・医薬部外品・再生医療等製品でないもの
- ヒトまたは動物の構造・機能に影響を及ぼすことを目的とする物で、機械器具等・医薬部外品・化粧品・再生医療等製品でないもの

#### 毒薬

毒薬の容器、被包に表示する標識の例。

毒薬は医薬品の一種である。定義及び取扱いは同法44条以下が定めている。
毒性が強い医薬品を薬事・食品衛生審議会の意見を聴いて厚生労働大臣が毒薬として法令で指定する。毒薬は黒地に白枠、白字をもって、その品名及び「毒」の文字が記載されていなければならない。また、その保管に際しては、施錠できる場所に他の物と区別して貯蔵および陳列しなければならない。

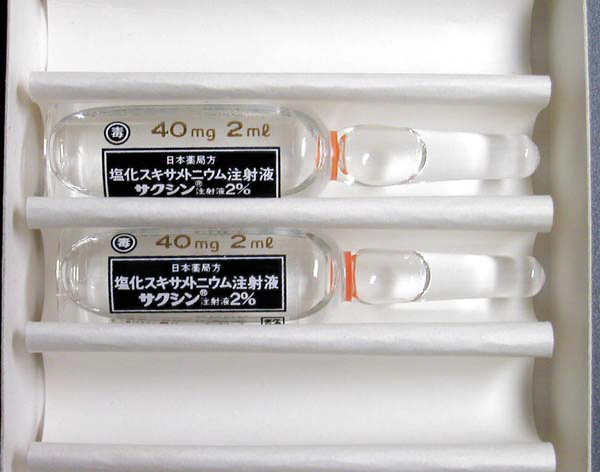
筋弛緩剤 スキサメトニウム注射液

具体的には、急性毒性における致死量（半数致死用量・LD50。その量を投与されると半数が死ぬ量のこと。後述「劇薬」においても同定義）が、経口投与で体重1kgあたり50mg以下のものを言う。
毒物及び劇物取締法により定義される毒物としばしば混同されるが、全くの別定義である。毒物及び劇物取締法2条により、医薬品としての毒薬は毒物ではない。医薬用でない毒物は、「医薬用外毒物」の表示がなされる。本法で定義される毒薬はあくまで医薬品のカテゴリーの一つであり、疾患の治療や検査に用いられる薬で、他の医薬品と同様、適切に使用すれば、安全で有用な薬である。
例としてジギトキシン(強心薬)、塩酸モルヒネ末（麻薬性鎮痛薬）、アムホテリシンB(抗真菌薬)　など

#### 劇薬

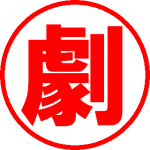
劇薬の容器に表示されるマークの表示例。

劇薬は医薬品の一種である。定義及び取扱いは同法44条以下が定めている。
劇性が強いものを薬事・食品衛生審議会の意見を聴いて厚生労働大臣が劇薬として法令で指定する。劇薬は白地に赤枠、赤字をもって、その品名及び「劇」の文字が記載されていなければならない。また、その保管に際しては、他の物と区別して貯蔵および陳列しなければならない。
具体的には、致死量が、経口投与で体重1kgあたり300mg以下、皮下注射で体重1kgあたり200mg以下のものを言う。
前述の毒物と同様、毒物及び劇物取締法により定義される劇物とは別定義である。毒物及び劇物取締法2条2項により、医薬品としての劇薬は劇物ではない。医薬用でない劇物は、「医薬用外劇物」の表示がなされる。ただしジクロルボスのように同じ有効成分でも、製剤の形態で劇薬と劇物に分かれるものもあるが、同一製剤が劇薬と劇物両方に指定されることはない。
例として、ハロタン（吸入麻酔薬）、トルブタミド（経口糖尿病薬）、大半の向精神薬など

#### 普通薬
毒薬、劇薬以外の医薬品であり、ラベルの表示や保管方法の特定の取り決めなし　
アスピリン（解熱鎮痛剤）、フロセミド（利尿薬）など

#### 習慣性医薬品
習慣性医薬品は、1961年から旧薬事法の第50条第9号にて指定されている。国際的な睡眠薬の乱用に伴って処方薬とすべきことが決定された医薬品である。後に麻薬及び向精神薬取締法による指定が追加されることになる。

### 医薬部外品
医薬部外品は、同法2条2項が定義する物である。人体に対する作用が緩和なものであり、医薬品のように販売業の許可を必要とせず、一般小売店において販売することができる。
- 2条2項本文が定める医薬部外品
以下の用途で使用される物であって、医薬品の効能は併せ持たず、機械器具でないもの。
  1. 吐き気その他の不快感又は口臭若しくは体臭の防止　（口中清涼剤（仁丹など）、腋臭防止剤、制汗剤）
  2. あせも、ただれ等の防止　（天花粉類）
  3. 脱毛の防止、育毛又は除毛　（育毛剤・養毛剤、除毛剤）
  4. 人又は動物の保健のためにするねずみ、はえ、蚊、のみその他これらに類する生物の防除を目的として使用されるものであって、医薬品の効能は併せ持たず、機械器具等でないもの。（殺虫剤、殺鼠剤、虫除け剤）
- 厚生労働大臣が指定する医薬部外品
  1. 衛生用綿類（紙綿類を含む）　（生理用ナプキン、清浄綿）
  2. 染毛剤（脱色剤、脱染剤を含む）
  3. パーマネント・ウェーブ用剤
  4. 薬用化粧品類　（薬用石鹸類、薬用歯磨き類等）
  5. 浴用剤
  6. 平成11年新指定医薬部外品（1999年の規制緩和措置により、医薬品から医薬部外品へ移行したもの）：健胃清涼剤、滋養強壮・栄養補給薬、きず消毒保護材・外皮消毒剤、ビタミン又はカルシウム補給剤、のど清涼剤、ひび・あかぎれ用剤、あせも・ただれ用剤、うおのめ・たこ用剤、かさつき・あれ用剤
  7. 平成16年新範囲医薬部外品（2004年の規制緩和措置により、医薬品から医薬部外品へ移行したもの）：いびき防止薬、カルシウム含有保健薬、うがい薬、健胃薬、口腔咽頭薬、コンタクトレンズ装着薬、殺菌消毒薬、しもやけ用薬、瀉下薬、消化薬、生薬含有保健薬、整腸薬、鼻づまり改善薬（外用剤のみ）、ビタミン含有保健薬
  8. この他、ソフトコンタクトレンズ用消毒剤（1995年の規制緩和措置により、医薬品から医薬部外品へ移行）がある。

### 化粧品
化粧品は、同法2条3項で定義されている。
人体を清潔にし、美化し、魅力を増し、容貌を変え、または皮膚や毛髪等を健やかに保つために、皮膚または毛髪に塗擦、散布などされる物で、人体に対する作用の緩和なもの（医薬品、医薬部外品の効能効果を持つものを除く）

### 医療機器
医療機器は、同法2条4項で定義されている。
ヒトまたは動物の疾病の診断、治療又は予防を目的とし、ヒトまたは動物の構造・機能に影響を及ぼすことが目的とされている機械器具（再生医療等製品を除く）で、政令で定めるもの。
機械器具ではなく単体のソフトウェアであっても、ヘルスソフトウェアと呼ばれるソフトウェアについては、医療機器として取り扱う。ヘルスソフトウェアとは、疾病診断用プログラム、疾病治療用プログラム、疾病予防用プログラム、および、それらを記録した記録媒体である。それらの中でも、副作用又は機能の障害が生じた場合に人の生命及び健康に影響を与えるおそれがあるものについては、他の医療機器同様に製造・販売が規制される（23条の2関係、39条関係）。なお、これらを電気通信回線を通じて提供を行う場合、医療機器販売業として取り扱われる。

### その他の定義
生物由来製品（2条10項）
ヒトまたは（植物以外の）生物に由来し、保健衛生上と特別の注意を要するものとして薬事・食品衛生審議会の意見を聴いて指定するもの。
特定生物由来製品（2条11項）
生物由来製品のうち、危害の発生又は拡大の防止措置が必要なもので、薬事・食品衛生審議会の意見を聴いて指定するもの。
薬局（2条12項）
薬剤師が調剤の業務を行う場所のこと。
指定薬物（2条15項）
中枢神経系の興奮若しくは抑制又は幻覚の作用を有する蓋然性が高く、かつ、人の身体に使用された場合に保健衛生上の危害が発生するおそれがある物（大麻取締法に規定する大麻、覚醒剤取締法に規定する覚醒剤、麻薬及び向精神薬取締法に規定する麻薬及び向精神薬並びにあへん法に規定するあへん及びけしがらを除く）として、厚生労働大臣が薬事・食品衛生審議会の意見を聴いて指定するもの。いわゆる脱法ドラッグ。
希少疾病用医薬品・希少疾病用医療機器（2条16項）同法77条の2第1項で指定された、希少疾病に用いられる医薬品または医療機器。
治験（2条17項）医薬品等の承認申請にあたって提出すべき資料のうち臨床試験の試験成績に関する資料の収集を目的とする試験のこと。

## 医薬品、医薬部外品、化粧品、医療機器の取扱い

### 添付文書
医薬品および医療機器は、原則として、当該製品に、警告、禁忌、禁止、使用上の注意、品目仕様、操作方法、包装単位などを記載した文書を添付しなければならない。これを「添付文書」という。

### 表示
医薬品、医薬部外品、化粧品、医療機器には、その容器、包装もしくは直接の被包に、製造販売業者の氏名または名称および住所、名称、製造番号または製造記号など、法で定められた事項を記載する義務がある。

### 広告規制
医薬品、医薬部外品、化粧品、医療機器については、虚偽または誇大な記事を広告し、記述し、または流布してはならない（66条）。具体的な基準としては、医薬品等適正広告基準（平成29年9月29日薬生発0929第4号厚生労働省医薬・生活衛生局長通知）があり、同通知によると、例えば、承認や認証を要する医薬品等については、その承認または認証を受けた範囲を超えた効能効果等を標榜することはできない。
広告に該当するかどうかについては次の3つの要件があり、すべてを満たした場合に広告に該当する。

・顧客を誘引する（顧客の購入意欲を昂進させる）意図が明確であること

・特定医薬品等の商品名が明らかにされていること

・一般人が認知できる状態であること

### 調剤された薬剤に関する情報提供及び指導等
薬局開設者は薬剤師に書面を用いて必要な情報を提供させ、必要な薬学的知見に基づく指導を行わせなければならない。
薬局開設者は薬剤師に当該薬剤を使用しようとする者の年齢、他の薬剤または医薬品の使用の状況その他の厚生労働省令で定める事項を確認させなければならない。
薬局開設者は、前述の情報の提供または指導ができないとき、その他規定する薬剤の適正な使用を確保することができないと認められるときは、当該薬剤を販売し、または授与してはならない。（9条）

## 許認可

### 許可
製造販売や製造、特定のものの販売を行うためには、許可が必要である。
- 化粧品製造販売業許可
- 医薬品製造販売業許可　（第1~3種）
- 医薬部外品製造販売業許可
- 医療機器製造販売業許可　（第1~3種）
- 化粧品製造業許可
- 医薬品製造業許可
- 医薬部外品製造業許可
- 医療機器製造業許可
- 高度管理医療機器販売業許可

### 認定
日本国内で上市する医薬品、医薬部外品、医療機器の日本国外の製造施設は、外国製造業者認定を取得する必要がある。

### 承認等
日本国内で上市する医薬品及び医薬部外品は、製造販売承認を取得しなければならない。化粧品については製造販売届の提出が必要である。
医療機器については、高度管理医療機器及び指定管理医療機器以外の管理医療機器については製造販売承認を、管理医療機器については製造販売認証を取得しなければならない。一般的名称の定められている既存の一般医療機器については製造販売届の提出が必要である。

## 省令
- 医薬品、医薬部外品、化粧品及び医療機器の品質管理の基準に関する省令（GQP省令）
- 医薬品、医薬部外品、化粧品及び医療機器の製造販売後安全管理の基準に関する省令（GVP省令）
- 医薬品及び医薬部外品の製造管理及び品質管理の基準に関する省令（医薬品・医薬部外品GMP省令）
- 医療機器及び体外診断用医薬品の製造管理及び品質管理の基準に関する省令（医療機器・体外診断用医薬品QMS省令）
- 医薬品の安全性に関する非臨床試験の実施の基準に関する省令（医薬品GLP）
- 医薬品の臨床試験の実施の基準に関する省令（医薬品GCP）
- 医療機器の安全性に関する非臨床試験の実施の基準に関する省令（医療機器GLP）
- 医療機器の臨床試験の実施の基準に関する省令（医療機器GCP）
- 薬局等構造設備規則
- 再生医療等製品の製造管理及び品質管理の基準に関する省令（厚生労働省令第93号）

## 責任者、管理者
- 責任者（三役）及び責任技術者
  - 製造販売業
    - 総括製造販売責任者
    - 品質保証責任者
    - 安全管理責任者

  - 製造業、修理業
    - 責任技術者
- 管理者
  - 製造管理者（動物用医薬品の製造所管理者も含む）
GMP (QMS) に規定されている
  - 高度管理医療機器等販売業、賃貸業の販売管理者
  - 管理医療機器販売業、賃貸業の販売管理者
    - 家庭用電気治療器、コンタクトレンズ、カラーコンタクトレンズ、品目ごと。

  - 薬局、一般販売業の管理者

## 資格
- 薬剤師
  - 保険薬剤師
  - 学校薬剤師
  - 管理薬剤師
- 登録販売者

## 各国の薬事規制法令
- 連邦食品医薬品化粧品法（アメリカ合衆国） (Federal Food, Drug, and Cosmetic Act)
- 薬事法 (イギリス) (Medicines Act 1968)
- 薬事法 (ドイツ) (Arzneimittelgesetz)
- 薬事法 (オーストリア) (Arzneimittelgesetz)
- 食品医薬品法（カナダ） (Food and Drugs Act)
- 薬事法 (大韓民国) (약사법)
- 薬事法 (中華民国)（藥事法）
- 薬品管理法（中華人民共和国）（药品管理法）